# Stockachi csata (1799)
Ez a szócikk az első stockachi csatáról (1799) szól, a második stockachi csatáról (1800) lásd stockachi csata (1800)
Az első stockachi csata 1799. március 25-én zajlott le második koalíciós háború idején. A Habsburg–Lotaringiai Károly Lajos tescheni herceg vezette osztrák sereg ütközött meg a Jean-Baptiste Jourdan parancsnoksága alatt álló francia sereggel és legyőzte azt.
Miután Bonaparte tábornok 1797-ben sikert ért el az olasz hadjáratban, a Campo Formió-i békeszerződés véget vetett az első koalíciónak. Franciaország kitolta határait a Rajna bal partjáig és elfoglalta Észak-Itáliát. Csak az Egyesült Királyság nem adta fel háborús terveit, és sürgette, hogy a korábbi szövetségesek újra támadjanak.
1797. szeptember 10-én megnyílt a rastatti kongresszus, ahol a Campo Formió-i béke Ausztriát aggasztó pontjait, Franciaország határainak kitolását tárgyalták, és titkos kapcsolat tervét szőtték Németországgal és Oroszországgal, hogy megerősítsék katonai együttműködésüket. 353 000 gyalogos, 58 000 lovas várta az újabb harcot Itáliában, Tirolban, Németországban, 20 000 katona Bajorországban és Svábföldön, 30 000 katona Oroszországból.
1798 végére az Egyesült Királyság, Oroszország, a Habsburg Birodalom, az Oszmán Birodalom, a Nápolyi Királyság és Portugália megalakította a második koalíciót Franciaország ellen.
A hadműveleteket 1799-ben indították meg a szövetségesek: Károly főherceg a rajnai frontszakaszon kezdte a támadást. Bernadotte tábornok a francia rajnai hadsereggel elfoglalta Mannheimet, és Philippsburgon át nyomult előre a Neckar völgyében. Március elsején a franciák dunai hadserege is támadásra indult, és Károly főherceg Svábföldről sietve előrenyomult, hogy a két sereg egyesülését megakadályozza.
Az erősítés, amit az osztrák főherceg hozott, eldöntötte a csatát: a franciák visszavonultak a Rajna mögé. A főherceg győzelmét kihasználva benyomult Svájcba.

## Fordítás
- Ez a szócikk részben vagy egészben  a   Bataille de Stockach (1799) című francia Wikipédia-szócikk fordításán alapul.  Az eredeti cikk szerkesztőit annak laptörténete sorolja fel. Ez a jelzés csupán a megfogalmazás eredetét és a szerzői jogokat jelzi, nem szolgál a cikkben szereplő információk forrásmegjelöléseként.